# 京津塘高速道路

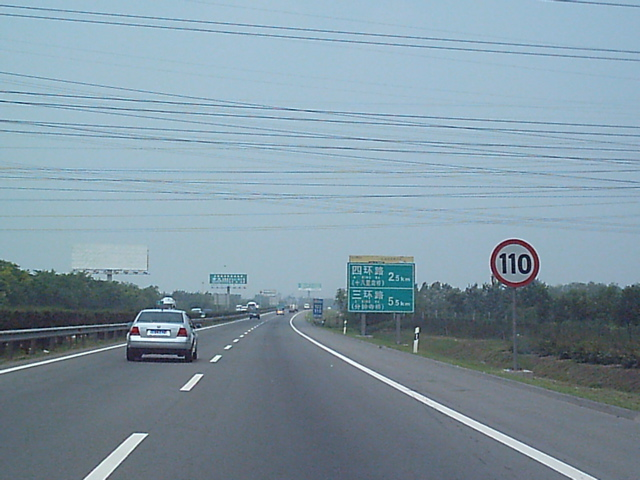
京津塘高速道路(2004年撮影)

京津塘高速道路(中文表記: 京津塘高速公路, 英文表記: Jingjintang Expressway, Jīngjīntáng Gāosùgōnglù)は、北京から天津の中心を経由して、天津東部の塘沽区とを結ぶ中華人民共和国の高速道路である。
1993年9月に開通した時、京津塘高速公路は京塘高速公路としても知られていた。全長142.69kmで、北京市、天津市、河北省の管轄区域を通過する。
Tolls apply as of 大羊坊 near the Eastern 北京五環路 in 北京 until the 塘沽/天津経済技術開発区(TEDA) exit. The expressway uses a networked toll system across all jurisdictions and is managed by Huabei (North China) Expressways.

## 経路
京津塘高速道路は、北京市、天津市そいて河北省を通り抜ける。
主な経路: 北京 (分鐘寺 - 十八里店 - 大羊坊 - 馬駒橋 - 采育) - 廊坊 (河北省) - 天津 (楊村 - 天津市街 - 天津空港 - 塘沽/TEDA).
現状: 全線完成済み。

## 歴史
京津塘高速道路は1993年9月25日に開通し、近年の高速道路の標準仕様で建設された最初の高速道路であった。
この高速道路は、北京から天津までの運転時間をおよそ一時間に大幅削減し、北京-天津間の回廊を形成した。

### 事故
高速道路のある区域は頻繁に霧が発生し、多数の事故を引きおこしてきた。 
2004年10月19日、馬駒橋-采育間にて早朝の霧の中7台の車がお互いに突っ込む3つの事故に巻き込まれ、二人死亡、多数が負傷した。

## 工事中または計画中の区域
10年を越える歴史において、高速道路では巨大な交通量、特に大型トラックの継続的な猛走行に対する危機が感じられ始めた。結果として、北京と天津を結ぶ他の少なくとも二つの高速道路が計画されている。
提案されているルートの一つは、北京から平谷区に向かい、津薊高速道路へと接続する。

## 道路状況

### 制限速度
北京市以外では一律で最高速度110 km/h制限(まれに道路標識で指示される); 北京市区間は現在90 km/h。しかし北京市区間の分鐘寺から十八里店までは、70 km/hや80 km/h制限が混在している(北京から出る方向のみ)。

### 通行料金
大羊坊東部から塘沽までが有料。

### 車線
4車線(上下各2車線)、路側帯付き。
例外: 北京の起点付近 (分鐘寺 - 十八里店)は6車線(上下各3車線)

### 舗装状況
走行可能; 一部はより良い整備が必要。天津中心部から塘沽間は時々劣化している。

### 交通量
週末と朝に交通量が多い。

## 主なインターチェンジ
分鐘寺, 大羊坊, 馬駒橋, 采育, 廊坊, 楊村, 宜興埠, 天津市街, 天津空港, 塘沽

## サービスエリア
馬駒橋SA、徐官屯SA、東麗SA。

## 主な接続道路
北京の環状道路: 分鐘寺で北京三環路南西部に、十八里店で北京四環路南西部に、大羊坊にて北京五環路に、馬駒橋にて北京六環路にそれぞれ接続する。

京滬高速道路: 泗村店にて接続。

津薊高速道路: 天津市街IC錦州道にて接続。

天津外環路: 宜興埠にて接続。

## From the "Golden Expressway" to the "Road of Death"
Upon its completion, the PRC authorities and state media spared the least of efforts in trumpeting the creation of the Jingjintang Expressway, promoting it to the bitter end, and creating an illusion that the expressway was it in the PRC's expressway world. As a result of this widespread promotion, the expressway was known as the "golden expressway".
In November 2004, however, things looked very different. Incessant traffic jams, breakdowns, and chaos on the expressway earned it a more popular nickname -- the "road of death".
The very problem lies within the expressway itself -- massive traffic. The expressway was designed for a traffic audience of 50,000 vehicles a day -- and apparently, not a vehicle more, as the current average of 59,000 vehicles a day is stretching the expressway to its limits. Meanwhile, during periods of high use, 130,000 vehicles are reported to be using the expressway -- per day.
Compounding the problem is a very narrow (2.4 m in width) hard shoulder, and the lack of emergency bays. Compound that with fog in the southeastern 北京市区間, and no lights at night outside of the 北京四環路, and one understands why the label "road of death" sticks so well to the expressway today.

## 高速道路の問題
高速道路が最初に開通した1993年には、中国は今と様子が違う国であった。当初はドライバーや交通量、とりわけ高速道路の交通量は少なく、問題は少なかった。従って1993年9月に高速道路が開通した時、100km以上の距離を片側2車線で扱うことができた。
1990年代後半には状況が一変する。一般市民が容易に運転免許を取得できるようになり、中国全体の道路交通量が増加した。そのため2004年の高速道路の状況は1993年とは異なる。
2004年の混雑、渋滞は、1車線のものが高速道路全体に波及し得る。交通は最後尾で数km、数時間にまで積み上がりはじめる。相対的なインターチェンジの少なさ(全線で10箇所のみ)が問題を複雑にしている。
天津と塘沽からの不可欠な回廊を形成しているため、高速道路はしばしばトラックでいっぱいになる。2台のトラックが並走すると、トラックに続く車の平均速度は法定の110 km/hからだいたい80 km/h、時には60 km/hにさえ低下する。
今日の高速道路は、交通の回廊であるだけでなく、交通の問題にさえなり得る。

## インターチェンジなど
- IC番号欄の背景色が■である部分については道路が供用済みの区間を示している。また、施設名欄の背景色が■である部分は施設が供用されていない、または完成していないことを示す。未開通区間の名称は仮称。
- 英略字は以下の項目を示す。
IC：インターチェンジ、JCT：ジャンクション、SA：サービスエリア、PA：パーキングエリア、TB：本線料金所、BS：バスストップ、BR：橋、TN：トンネル

| IC 番号 | 施設名            | 接続路線名   | 分鐘寺から (km) | 備考         | 所在地 | 所在地 |
| ------- | ----------------- | ------------ | --------------- | ------------ | ------ | ------ |
| -       | 分鐘寺橋JCT       | 北京三環路   | 0.0             |              | 北京市 | 北京市 |
| -       | 十八里店JCT       | 北京四環路   |                 |              | 北京市 | 北京市 |
| -       | 大羊坊IC/JCT      | 北京五環路   |                 |              | 北京市 | 北京市 |
| -       | 亦荘開発区IC      |              |                 | 下り出口のみ | 北京市 | 北京市 |
| -       | 大羊坊TB          |              |                 |              | 北京市 | 北京市 |
| -       | 馬駒橋SA          |              |                 |              | 北京市 | 北京市 |
| 3       | 馬駒橋IC/JCT      | 北京六環路   |                 |              | 北京市 | 北京市 |
| 4       | 采育IC            | G104国道     |                 |              | 北京市 | 北京市 |
| 5       | 廊坊IC            |              |                 |              | 河北省 | ■      |
| 6       | 泗村店IC/JCT      | 京滬高速道路 |                 |              | 天津市 | ■      |
| 7       | 楊村IC            | G103国道     |                 |              | 天津市 | ■      |
| -       | 徐官屯SA          |              |                 |              | 天津市 | ■      |
| 8       | 宜興埠IC          | 天津外環線   |                 |              | 天津市 | ■      |
| 9       | 金鐘路IC          | 津薊高速道路 |                 |              | 天津市 | ■      |
| 10      | 天津空港IC        |              |                 |              | 天津市 | ■      |
| -       | 東麗SA            |              |                 |              | 天津市 | ■      |
| 11      | 軍糧城IC          |              |                 |              | 天津市 | ■      |
| 12      | 京津塘-唐津IC/JCT | 唐津高速道路 |                 |              | 天津市 | ■      |
| -       | 塘沽西IC          |              |                 |              | 天津市 | ■      |
| -       | 塘沽TB            |              |                 |              | 天津市 | ■      |
| -       | 塘沽IC            |              |                 |              | 天津市 | ■      |